# テオドール・モレル
テオドール・ギルベルト・モレル（独: Theodor Gilbert Morell, 1886年7月22日 - 1948年5月26日）は、ドイツの医師。アドルフ・ヒトラーの主治医を務めた。

## 前半生
1886年7月22日、モレルはヘッセン大公国のトライス＝ミュンツェンベルクという小さな村で小学校教師の次男として生まれた。1910年からモレルはフランスのグルノーブルとパリで産婦人科を、ミュンヘンで内科を学んだ。1913年に博士号を取得し、医師として認められた。その後彼はディッツェンバッハのクルーズ船で医者としての経験を積んだ。第一次世界大戦が勃発すると、彼は前線勤務の医務官となった。
復員後、1919年までにはミュンヘンで開業した。1920年には裕福な女優であるヨハンナ・モーラーと結婚した。彼は型破りな手段で、富裕層の顧客を獲得しようとした。「ペルシア王とルーマニア王から主治医になるよう要請を受けたが断った」「大学で薬学を教えていた」「ノーベル賞学者イリヤ・メチニコフの元で医療を学んだ」などと主張しており、時には教授と自称していた。また彼は複数の製薬会社にかなりの金額を出資していた。
ナチス党が勢力を拡大すると、顧客の多くがユダヤ人であり、また風采がユダヤ人に似ている彼の生活は脅かされるようになった。そのため1933年4月にはナチス党に入党し、ベルリンの高級住宅街クーアフェルステンダムに移転して皮膚科・性病科として再開業した。1936年、彼はナチス党お抱えの写真師であるハインリヒ・ホフマンの淋病を治療した。また、かつてホフマンのアシスタントを務めており、この時はヒトラーの愛人となっていたエヴァ・ブラウンの母・フランツィスカの病気も治療したという。以降モレル夫妻はホフマンやブラウンと親交を結んでいた。

## ヒトラーの主治医

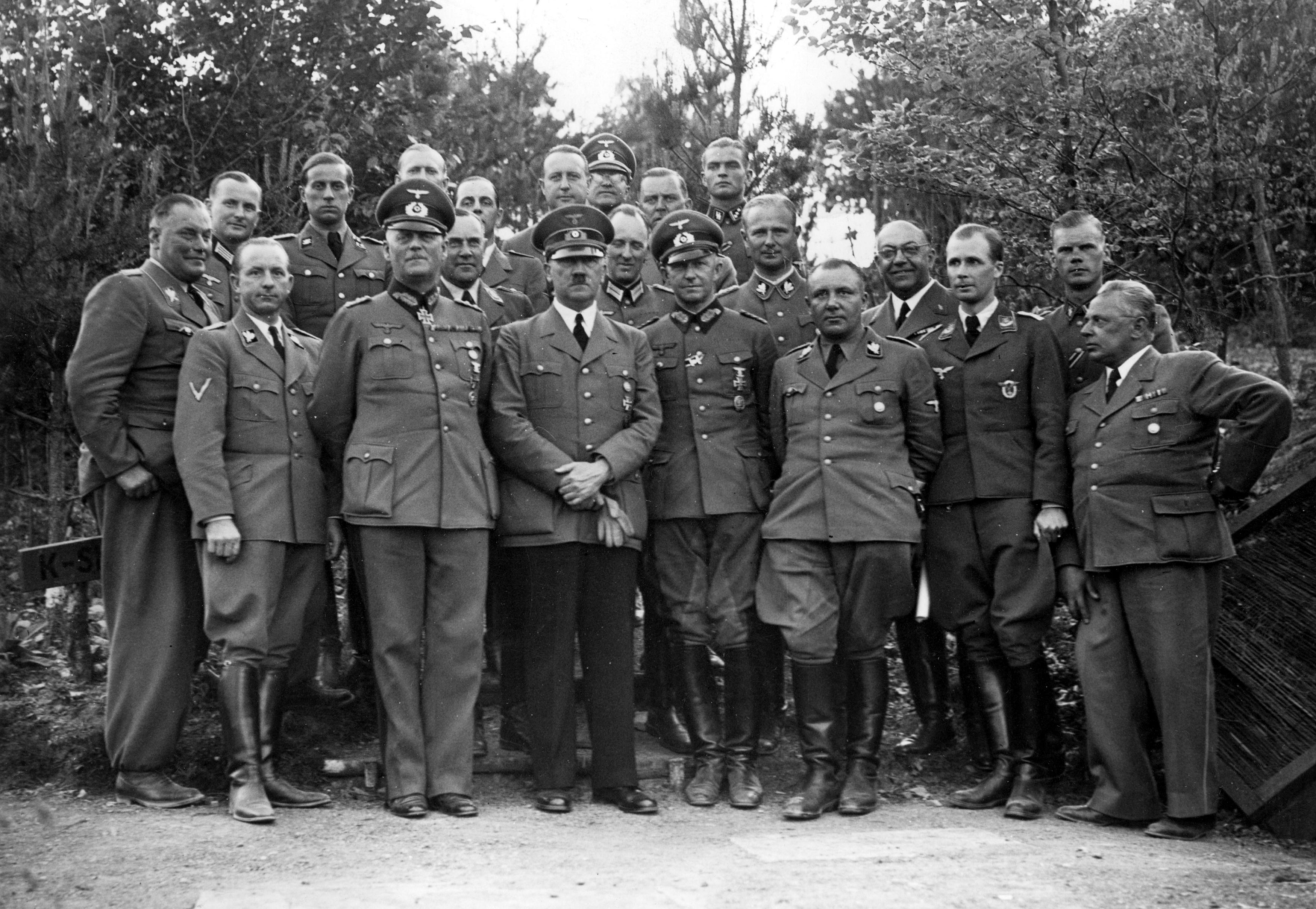
ヒトラーや高官達と総統大本営ヴォルフスシャンツェにて。右から4人目がモレル。（1940年7月）

ヒトラーは1936年の秋頃から、湿疹や絶え間ない放屁、胃痙攣、便秘、心臓の圧迫感に悩まされていた。当時のドイツ医学界のトップにあるドイツ赤十字病院院長のエルンスト＝ロベルト・グラヴィッツなどの治療を受けていたが、疲労と心労によるものであり、根治はできなかった。エヴァによると、ヒトラーはこの変調を、母クララの死因と同じ癌だと思い込んでおり、「私はもうすぐ死ぬ」などと口走るようになったという。
病状を見かねたエヴァは、1936年12月24日にベルヒテスガーデンのベルクホーフでモレルをヒトラーに紹介した。診察し、丸薬を処方したところ、放屁や胃痛がなくなったため、ヒトラーは直ちにモレルを主治医として迎え入れた。しかし、彼の薬にはストリキニーネ等の劇物が含まれており、依存性・習慣性の強いものであった。処方を受けてから2時間ほどするとヒトラーは再び体調の悪化を訴え、モレルはその度に薬を処方することを繰り返したため、彼の健康は徐々に蝕まれていった。
このように、ヒトラーが不調を訴えるたびにモレルは投薬や注射を安易に行った。このためヘルマン・ゲーリング国家元帥は、彼のことを「国家注射マイスター（Der Reichsspritzenmeister）」といったあだ名で呼んだ。モレルをヒトラーに紹介したエヴァや秘書官のクリスタ・シュレーダーといった側近たちは、彼に対して不信感を募らせるようになった。また、モレルは医師であるにもかかわらず不衛生で体臭がひどい上、テーブルマナーも悪く料理を食い散らかしたため、大変嫌われており、エヴァは彼の部屋を「豚小屋」と呼び、会うのを拒絶した。周囲の人物がこうした事に苦言を呈しても、ヒトラーは「私は彼を芳香剤として雇ったのではない、健康のために雇ったのだ」などと言い、耳を貸さなかったという。
モレルはアルベルト・シュペーア軍需相やハインリヒ・ヒムラーSS長官といった高官の治療も行ったが、すぐに彼らは異変を感じ、治療を中断した。シュペーアは彼から薬を処方されたが、内容を怪しんで念のためにベルリン大学福祉病院のベルクマン教授に成分を調べてもらった結果、「非科学的、冒険的で習慣性の危険がある」と勧告された。彼はモレルの薬を飲まず、ベルクマンの指示に従ったことで、短期間に回復した。シュペーアはモレルのことを藪医者とは思っていなかったが、総統の主治医という大きな地位を得たことで、いい加減な治療をするようになり、医療行為より金に執着する人物だと後に回顧録で述べている。
主治医の地位を得たモレルは、1933年以来ヒトラーの主治医を務めていたカール・ブラントと、主治医のトップの座をめぐって競争を行った。しかし、ブラントとモレルが争うと、ヒトラーはたいてい後者に同調したという。
1939年、ヒトラーはチェコスロバキアの大統領、エミール・ハーハを総統官邸に呼びつけ、チェコスロバキア併合に同意するように恫喝した。大きなプレッシャー受けたハーハは心臓発作を起こして倒れたが、モレルの注射によって一命を取り留めた。蘇生したハーハはナチス・ドイツへの併合に同意せざるを得ず、チェコスロバキアは消滅することになった。

## 第二次世界大戦
大戦が始まると、モレルはヒトラーに随行し、総統大本営で勤務した。1940年頃からヒトラーは再び体調を崩し、呼吸困難を訴えるようになった。モレルは胸膜炎を疑い、密かに偽名の心電図をバート・ナノハイム心臓病研究所のウェーバー博士に渡して診断させた。結果は「患者は間違いなく実質的に不治の心臓病にかかっている」、「今後常に狭心症や塞栓症の危険がつきまとう」というものであった。モレルはこの結果をヒトラーに告げなかったが、密かに心臓病治療のためストロファンチン（後にプロストロファンタ）やシンパソルの投与を開始した。
また、モレルは自ら総合ビタミン薬「ビタマルチン」や、シラミ駆除薬「ラスラ」などの薬品を開発し、これらは総統命令により第一線の将兵に支給された。しかし、ビタマルチンは「なんの効果もないほどビタミン含有量が少ない」と軍医に指摘され、ラスラは「容器の蓋を開けた瞬間からすさまじい悪臭がし、兵士が逃げ出す」と抗議されるほどの酷い代物だったという。
1944年7月20日に発生したヒトラー暗殺未遂事件の際にも、負傷したヒトラーの治療に当たっている。この際にペニシリンを投与したという。ただし、彼が当時連合軍で普及し始めていたペニシリンをどこから入手したかはわかっておらず、戦後の尋問でも、これについては完全に知らないと述べたという。ヒトラーの側近の中には、モレルがペニシリンを密造する会社に関与していたと主張する者もいる。
8月中旬頃まで、ヒトラーは右手の麻痺と頭痛に見舞われた。モレルは自身が所有する製薬工場で作った「ウルトラセプティル」というサルファ薬を処方したが、効果は見られなかった。ベルリン大学の耳鼻咽喉科教授オットー・カール・フォン・アイケンは、すでに薬効が証明されているIGファルベン社の製品を使うように薦めたが、モレルは「総統は他の薬にはアレルギー体質を持つ」と主張して拒否した。
9月26日、ヒトラーは激しい腹痛に襲われた。モレルは以前の腸疾患の再発と診断して薬を処方したが、さらに苦しみだした。このため、ベルリン大学からフォン・アイケン教授が呼び寄せられたが、モレルは彼の診察を阻んで追い返した。28日になっても痛みは治まらず、主治医の一人エルヴィン・ギージンクは、黄疸ではないかと診断したが、モレルは「心労による肝機能障害」と診断した。ヒトラーは大量のひまし油を飲まされ、カモミール液の浣腸を受けた。このため彼は激しい下痢に襲われ、一日で体重が2.4kgも減少したという。それでも胃痛は治まらず、尿からは黄疸の症状を疑わせる診断結果が出た。しかし、モレルはその検査結果を金庫に隠し、他の主治医に見せなかった。
10月1日、ギージンクはヒトラーに処方されたモレルの薬を服用してみた。薬にはアトロピンやストリキニーネといった劇物が含まれており、ヒトラーが普段訴えている体調悪化と同じ症状が出た。このため、ギージンクとブラントは、ヒトラーに対してモレルの解任を進言した。しかし彼はヒムラーにモレルの尋問を行わせ、対応を一任した。ヒムラーに尋問されたモレルは、診察結果を隠していたことを明かし、薬の危険性についても告白した。この結果を受けたヒムラーは、逆にギージンクとブラントらを解任し、モレルを留任させた。これは彼に対するヒトラーの信任を重視したための措置であった。ただし、ヒトラーの健康管理にはルートヴィヒ・シュトゥンプフエッガーSS少佐を当たらせることにし、モレルの投薬も一旦中止させた。結果、ヒトラーの胃痛はまもなく回復した。
しかし、ヒトラーのモレルへの信任はその後も揺らがず、大戦最末期のベルリン攻防戦で首都が包囲された1945年4月の段階まで、彼は主治医を務めていた。この頃のヒトラーへの処方は、数時間おきのブドウ糖注射、メタンフェタミンを含む静脈注射、そして28種類の違った錠剤であったという。
1945年4月22日、ヒトラーはこれ以上の治療は必要ないとして、モレルを総統地下壕から脱出させた。しかし彼の薬は残されており、主治医の一人ヴェルナー・ハーゼSS中佐やハインツ・リンゲSS中佐によって管理されていた。

## 逮捕と死
モレルはベルリンから脱出する最後の飛行機に乗り込んだが、すぐにアメリカ軍に捕らえられた。ブーヘンヴァルト捕虜収容所で彼の尋問が行われたが、犯罪に当たるものはなく訴追されなかった。彼の尋問に当たった者の一人は、彼の肥満と不潔さにうんざりしたという。モレルの健康は以後急速に悪化し、肥満と言語障害に苦しんだ。その後、1948年5月26日にテーゲルンゼーの病院で死亡した。

## ヒトラーに処方された薬
医師の小長谷正明は、著書『ヒトラーの震え 毛沢東の摺り足―神経内科からみた20世紀』（中公新書、ISBN 4121014782）で、ヒトラーがモレルを重用したのは自身のパーキンソン病の症状を抑える薬物（アンフェタミンやアトロピンなど）を容易に処方してくれたからではないか、と推測している。 
- アンフェタミン
- ベラドンナエキス
- アトロピン
- カフェイン
- カモミール
- コカイン （眼痛を抑える点眼薬として。また、ギーシンクも鎮痛剤として少量投与している）
- 大腸菌
- 酵素
- メタンフェタミン
- モルヒネ
- ストリキニーネ
- オキセドリン酒石酸塩
- 臭化カリウム
- プロピフェナゾン
- 動物の組織や脂肪から採取した蛋白質や脂質
- バルビタール
- スルホンアミド
- テストステロン
- ビタミン

## 参考資料
- 児島襄『第二次世界大戦 ヒトラーの戦い』（文春文庫）